# Walter Herzger
Walter Herzger (* 1901 oder 1903 in Leipzig; † 24. Juni 1985 in Gaienhofen) war ein deutscher Grafiker und Maler.
In den Jahren 1921 bis 1924 besuchte er das Bauhaus in Weimar, um sich zum Grafiker und Maler ausbilden zu lassen; Seine Lehrer waren Johannes Itten, Wassili Kandinski, Paul Klee und Oskar Schlemmer. 1924–1926 arbeitete er als freischaffender Künstler in Dresden. 1926–1930 hielt er sich in Paris und Südfrankreich, Berlin und Frankfurt am Main auf. Auf Vermittlung von Gerhard Marcks wurde er 1930 Meisterschüler von Charles Crodel an der Kunstschule Burg Giebichenstein in Halle und gleichzeitig Werkstattleiter der von Charles Crodel geleiteten grafischen Werkstatt. 1933 wurde er entlassen. Bis 1939 hielt er sich dann in Palinuro bei Neapel auf. 1940 heiratete er die Malerin Gertraud Herzger von Harlessem; im gleichen Jahr wurde er zum Wehrdienst eingezogen. 1946 kehrte Herzger aus der Kriegsgefangenschaft zu seiner Frau Gertraud zurück, die mittlerweile in Hemmenhofen am Bodensee lebte. In den Jahren 1958 bis 1967 hatte er eine Professur für Zeichnen an der Staatlichen Akademie der Bildenden Künste Karlsruhe inne. Nach seiner Pensionierung war er am Bodensee wieder freischaffend tätig.

## Ehrungen
- 1955: Hans-Thoma-Preis des Landes Baden-Württemberg
- 1955: Ehrenmitglied des Künstlerbundes Baden-Württemberg
- 1981: Kunstpreis des Freundeskreises des Künstlerbundes Baden-Württemberg